# Onthophagus phuquoci
Onthophagus phuquoci es una especie de insecto del género Onthophagus, familia Scarabaeidae, orden Coleoptera.

Fue descrita científicamente por Paulian en 1945.